# Nacascolo (Costa Rica)
Nacascolo es un distrito del cantón de Liberia, en la provincia de Guanacaste, en la República de Costa Rica.

## Toponimia
Llamado así por el árbol de nacascolo (del náhuatl: Nakaskolotl ‘agalla de carrizo para hacer tinta’), Caesalpinia coriaria, del que se extrae tinta negra.

## Historia
Nacascolo fue creado el 26 de noviembre de 1971 por medio de Decreto Ejecutivo 2077-G. Segregado de Liberia.

## Geografía
Nacascolo cuenta con un área de 326,91 km² y una altitud media de 29 m s. n. m.

## Demografía
Para el año 2022, Nacascolo cuenta con una población estimada de 3902 habitantes, y para el último censo efectuado, en 2011, Nacascolo contaba con una población de 2249 habitantes.

## Localidades
- Cabecera: Guardia
- Poblados: Bejuco, Los Lagos, Nacascolo, Oratorio, Puerto Culebra, Triunfo.

## Transporte

### Carreteras
Al distrito lo atraviesan las siguientes rutas nacionales de carretera:
- Ruta nacional 1
- Ruta nacional 21
- Ruta nacional 253
- Ruta nacional 913